# Корисні копалини Нідерландів
Корисні копалини Нідерландів
Корисні копалини: родов. природного газу, нафти, солі, вугілля (табл.). Значні запаси кам'яного вугілля в провінції Лімбурґ.
Таблиця. Основні корисні копалини Нідерландів станом на 1999 р.
| Корисні копалини               | Запаси       | Запаси   | Частка у світі, % |
| Корисні копалини               | Підтверджені | Загальні | Частка у світі, % |
| Нафта, млн т                   | 17,2         |          |                   |
| Природний горючий газ, млрд м3 | 1785         | 1800     | 1,2               |
| Вугілля, млн т                 | 500          | 1406     |                   |

Нафта виявлена в районі Схонебека на північному сході країни в 1963, а також в районі між Роттердамом і Гаагою. 
Природний газ – найважливіший енергоносій країни. У 1959 поблизу Слохтерена в провінції Ґронінген (узбережжя Північного моря)  відкрите однойменне родовище газу. Це родовище, яке приурочене до склепіння Ґронінген, є унікальним, його оцінюють як третє за запасами у світі. Продуктивні нижньопермські пісковики (пачка Слохтерн) потужністю до 240 м на глиб. 2800-2975 м, перекриті соленосною товщею верх. пермі. Поклади пластові, місцями тектонічно екрановані. Початкові добувні запаси – 1,87 млрд м³. Газ містить 14% азоту, 1% вуглекислого газу.
Інші родовища природного газу були виявлені на дні Північного моря. У 1996 загальні запаси природного газу в Нідерландах оцінювалися в 1,8 трлн. м³, у 1998-99 рр. (див. табл.) залишилися на тому ж рівні.